# Bitka pri utrdbah Clinton in Montgomery
Bitka pri utrdbah Clinton in Montgomery je bila bitka v ameriški revolucionarni vojni, ki se je odvijala v Hudson Highlands, dolini reke Hudson, nedaleč od West Pointa, New York, 6. oktobra 1777. Britanske sile pod poveljstvom generala sira Henryja Clintona so zavzele Fort Clinton in Fort Montgomery ter nato razstavile prvo vrsto verig reke Hudson. Namen napada je bil ustvariti diverzijo, da bi odvračali ameriške čete od vojske generala Horatia Gatesa, čigar vojska se je uprla poskusu britanskega generala Johna Burgoyna, da bi prevzel nadzor nad reko Hudson.
V utrdbah je bilo nameščenih približno 600 vojakov kontinentalne vojske pod poveljstvom dveh bratov, generala (in guvernerja New Yorka Georga Clintona (podpredsednik) in generala Jamesa Clintona, medtem ko je general Israel Putnam vodil dodatne čete pri bližnjem Peekskillu v New Yorku. (Ta bitka se včasih imenuje tudi "bitka Clintonov" zaradi števila udeležencev s tem imenom. Brata verjetno nista bila v sorodu s sirom Henryjem.) Z vrsto prevar je Henry Clinton prelisičil Putnama, da je večino svojih čet umaknil na vzhod, nato pa je na zahodni strani reke Hudson izkrcal več kot 2.000 vojakov, da bi napadli obe utrdbi.
Po več urah hoje po hribovitem terenu je Clinton razdelil svoje čete, da bi izvedli hkratne napade na obe utrdbi. Čeprav je pristop k utrdbi Fort Montgomery napadala četa, oborožena z majhnim poljskim topom, so skoraj istočasno napadli obe utrdbi in ju po relativno kratki bitki zavzeli. Več kot polovica branilcev je bila ubitih, ranjenih ali ujetih. Britanci so po tem uspehu nadaljevali z napadi vse do Kingstona v New Yorku, preden so bili odpoklicani v New York. Akcija je prišla prepozno, da bi Burgoynu kakorkoli pomagala, saj je 17. oktobra predal svojo vojsko. Edini opaznejši posledici akcije so bile žrtve in britansko uničenje obeh utrdb ob odhodu.